# HD 216538
HD 216538，又名BD+39 4957，SAO 72812、HR 8706，是一颗恒星，视星等为6.34，位于銀經99.67，銀緯-17.3，其B1900.0坐标为赤經22h 48m 37.1s，赤緯+39° -17.3′ 9″。